# Linia kolejowa Popiele – Gryfice Wąskotorowe
Linia kolejowa Popiele – Gryfice Wąskotorowe – linia kolejowa łącząca Popiele i Gryfice w powiecie gryfickim w województwie zachodniopomorskim. Część dawnej Gryfickiej Kolei Wąskotorowej.
Ruch odbywa się wyłącznie na odcinku Gryfice Wąskotorowe – Popiele – Pogorzelica Gryficka, reszta linii jest nieprzejezdna lub rozebrana.